# Legge Maccanico
La legge 31 luglio 1997, n. 249 (nota anche come legge Maccanico, dal nome del suo proponente, Antonio Maccanico) è una legge della Repubblica Italiana che istituì l'autorità per le garanzie nelle comunicazioni.
Fu oggetto di una parziale pronuncia di illegittimità costituzionale ai sensi della sentenza n. 466/2002 della Corte Costituzionale.

## Storia
Emanata durante il governo Prodi I, comportava come conseguenze per Mediaset il proseguimento delle trasmissioni di Rete 4 solo sul satellite. Di conseguenza, anche se non scritto nella legge, Rai 3 si sarebbe privata della pubblicità. 
Il tetto antitrust stabilito dalla norma si poteva stimare in circa a 4 miliardi di euro (su un valore totale del mercato di 12 miliardi), mentre sarà poi modificato nel 2004 dalla legge Gasparri in quanto i ricavi del settore aumenteranno in maniera esponenziale rispetto al 1997 perché calcolati su un ampio settore mediatico.

## Contenuto
Essa si proponeva di fornire una più completa formulazione di una normativa in materia di comunicazione televisiva e nello stesso tempo, anche affrontare le tematiche dell'antitrust, in conformità ai principi di pluralismo già richiamati dalla legge Mammì del 1990.
Di qui la decisione di istituire una nuova autorità amministrativa indipendente, denominata Autorità per le garanzie nelle comunicazioni (art. 1 c. 1). Altri punti sono:
- Ridenominazione del "Ministero delle poste e delle telecomunicazioni" in "Ministero delle comunicazioni", ora accorpato nel Ministero dello sviluppo economico (art. 1 c. 2);
- divieto di qualsiasi atto o comportamento avente per oggetto o per effetto la costituzione o il mantenimento di una posizione dominante di mercato (incumbent);
- divieto per un soggetto destinatario di concessioni televisive di "irradiare più del 20% delle reti televisive analogiche e dei programmi televisivi in ambito nazionale";
- divieto per un soggetto destinatario di concessioni televisive di raccogliere proventi in misura superiore al 30% delle risorse del settore televisivo in ambito nazionale.

## L'applicazione e le conseguenze
Mentre la parte istitutiva dell'Autorità per le garanzie nelle comunicazioni trovò una effettiva attuazione, tutta la parte relativa al piano delle frequenze fu estremamente ostacolato. Non aveva, infatti risolto il nodo posto dalla sentenza del 1994 della Corte costituzionale, secondo la quale il possesso da parte di un privato di tre reti televisive era in contrasto con l'articolo 21 della Costituzione italiana (e che aveva portato il PDS a promuovere nel 1995, tra gli altri, tre referendum proprio su tali argomenti). Retequattro avrebbe dovuto pertanto restituire le frequenze occupate senza una concessione amministrativa.
Questa disapplicazione della norma paralizzò di fatto tutta l'attività di redazione del piano delle frequenze che è rimasto perciò inapplicato. Si è continuato a operare su una situazione di fatto fino all'attuale fase di creazione di un Catasto delle frequenze.